# Мелито ди Порто Салво
Мѐлито ди По̀рто Са̀лво (на италиански: Melito di Porto Salvo, на местен диалект Mèlitu, Мелиту, на грико: Melitos, Мелитос) е пристанищен и морски курортен град и община в Южна Италия, провинция Реджо Калабрия, регион Калабрия. Разположен е на брега на Йонийско море. Населението на общината е 11 416 души (към 2013 г.).
Мелито ди Порто Салво е най-южната община в Калабрия и в целия апенински полуостров. В този град, особено в малки села около града, живее гръцко общество, което говори на особен гръцки диалект, наречен грико.